# Emlyn Hughes
Emlyn Walter Hughes OBE (Barrow-in-Furness, 28 de agosto de 1947 - 9 de novembro de 2004) foi um futebolista e treinador inglês, que atuava como meia e lateral-esquerdo. Ele jogou 665 jogos pelo Liverpool e foi capitão do time em quatro títulos da Primeira Divisão e um título da FA Cup na década de 1970, além dos títulos europeus da Liga dos Campeões (duas vezes) e da Copa da UEFA (duas vezes). Além do Liverpool, ele jogou no Wolves, Rotherham United, Hull City, Mansfield Town e Swansea City. Hughes jogou 62 vezes pela Seleção Inglesa.
Hughes venceu o Melhor Jogador do Ano dos Escritores de Futebol em 1977. 
Depois de se aposentar do futebol, ele desenvolveu uma carreira na mídia, principalmente na BBC. Hughes morreu de um tumor cerebral aos 57 anos em 2004.

## Carreira

### Blackpool
Hughes fez sua estreia no Blackpool em 1964, jogando ao lado de Jimmy Armfield e Alan Ball, inicialmente como um ponta, mas ele foi recuado para a lateral.

### Liverpool
Em fevereiro de 1967, depois de apenas 28 jogos no Blackpool, Hughes se juntou ao Liverpool por £65.000. 
O treinador Bill Shankly foi parado pela polícia em seu carro enquanto dirigia com Hughes e disse: "Você não sabe quem eu tenho neste carro? O capitão da Inglaterra!" O policial olhou pela janela e disse que não reconheceu o homem, ao que Shankly respondeu: "Não, mas você vai!" No futuro, Hughes de fato passou a capitanear sua seleção.
Hughes fez sua estréia na vitória do time por 2 a 1 sobre o Stoke City em Anfield, em 4 de março de 1967. Ele marcou seu primeiro gol na vitória por 6-0 sobre o Newcastle United em Anfield em 26 de agosto no mesmo ano.
Hughes se estabeleceu no meio-campo do Liverpool durante um período de transição para o clube. O Liverpool não ganhou nenhum título em suas primeiras quatro temporadas, mas Hughes foi visto como um precursor do futuro que Shankly tinha em mente. Sua versatilidade também foi notada pelo técnico da Inglaterra, Alf Ramsey, em 1969 e ele teve sua estréia na Seleção Inglesa em 5 de novembro daquele ano, jogando em um amistoso contra a Holanda no Estádio Olímpico de Amsterdã. Hughes marcou seu único gol na Seleção  contra o País de Gales, o primeiro gol da vitória do British Home Championship por 3-0 em Ninian Park, em 1972.
Para Hughes, 1970 foi um ano importante em sua carreira. Depois de o Liverpool ter sido eliminado pelo Watford, da segunda divisão, nos quartas-de-final da FA Cup, Shankly tomou a decisão de mandar embora muitos dos jogadores mais velhos e recrutar jogadores mais jovens para substituí-los. Hughes, que ainda não tinha 23 anos, sobreviveu ao abate, junto com Ian Callaghan e Tommy Smith, quando os novos recrutas que ajudariam a restabelecer o domínio do Liverpool na década de 1970 começaram a chegar.
Enquanto isso, a Inglaterra estava prestes a voar para o México para jogar a Copa do Mundo de 1970. Hughes tinha seis jogos pela seleção quando Ramsey o incluiu em sua equipe provisória de 27 jogadores, que voou para a América do Sul para jogar amistosos contra a Colômbia e o Equador. Hughes não jogou em nenhum dos jogos, mas foi selecionado na equipe final. Ele era o jogador mais jovem selecionado por Ramsey e o único jogador do Liverpool na equipe.
Juntamente com Nobby Stiles, Hughes foi um dos dois únicos jogadores que não jogaram em nenhum jogo, já que a Inglaterra progrediu para as quartas de final, onde foram derrotados pela Alemanha Ocidental. Hughes acabaria nunca jogando em uma Copa do Mundo. Hughes jogou novamente na Seleção Inglesa nas quartas-de-final da Eurocopa de 1972, novamente sob o comando de Ramsey, novamente enfrentando a Alemanha Ocidental e novamente com o mesmo resultado - vitória para a Alemanha Ocidental
Na temporada 1970-71, o Liverpool chegou à final da FA Cup, perdendo por 2-1 para o Arsenal. Hughes não conseguiu esconder sua insatisfação ao receber a medalha de segundo colocado.
Em 1973, Hughes venceu seu primeiro título de campeão da liga com o Liverpool e sua primeira honra europeia, a Copa da UEFA, contra o Borussia Mönchengladbach. Depois de marcar gols em uma vitória memorável sobre o Everton, em Heathrow Park, Hughes foi escolhido como capitão do Liverpool após Tommy Smith ter um desentendimento com Shankly, que ainda assim o manteve na equipe. O relacionamento de Smith e Hughes azedou como conseqüência, embora nunca tenha afetado seu futebol.
No final da temporada 1973-1974, o Liverpool chegou à final da FA Cup e venceu o Newcastle United por 3-0, com Hughes recebendo o troféu de A Princesa Anne. Mais tarde naquele mês, Hughes também foi nomeado capitão da Inglaterra - como sucessor de Bobby Moore - pelo zelador interino Joe Mercer. Hughes levou a Inglaterra pela primeira vez em 11 de maio de 1974 em uma Internacional de casa contra o País de Gales, em Cardiff, que a Inglaterra venceu por 2-0.
Hughes capitaneou a Inglaterra em sete jogos e inicialmente manteve o papel quando Don Revie foi nomeado sucessor de Ramsey. No entanto, após os dois primeiros jogos da qualificação para o Eurocopa de 1976, Revie decidiu tirar Hughes da equipe, dando a capitania a Alan Ball.
Com o Liverpool agora sob o comando de Bob Paisley após a aposentadoria de Shankly, Hughes se concentrou em seu clube de futebol. O Liverpool não ganhou nada em 1975, mas conquistou mais um título da Liga e uma Copa da UEFA em 1976.
Na temporada 1977-1978 eles ganhariam o título, mas perderam a final da Copa da Inglaterra para o Manchester United. Quatro dias depois, Hughes capitaneou o Liverpool na vitória por 3 a 1 sobre o Borussia Mönchengladbach, em Roma, para vencer a final da Liga dos Campeões de 1977. Sua temporada terminou com alguma glória individual, quando foi eleito o Melhor Jogador do Ano da Associação dos Escritores de Futebol.
Em 1978, Hughes estava na equipe do Liverpool, que jogou e perdeu sua primeira final da Copa da Liga para o Nottingham Forest, de Brian Clough. O título da liga também foi para o Forest, mas o Liverpool conseguiu ganhar mais uma vez a Liga dos Campeões com uma vitória por 1-0 sobre o Club Brugges em Wembley. O lugar de Hughes agora estava sob ameaça devido ao surgimento de um talentoso defensor escocês chamado Alan Hansen, que havia chegado na temporada anterior por apenas £100.000 do Partick Thistle.
Na temporada seguinte, Hughes fez apenas 16 jogos, o suficiente para conquistar sua medalha de título no campeonato. O Liverpool perdeu para o Manchester United nas semifinais da FA Cup. 
Paisley decidiu deixá-lo ir e vendeu-o para o Wolverhampton Wanderers por £90.000 em agosto de 1979. Hughes deixou o Liverpool depois de 665 jogos e 49 gols pelo clube.

### Wolverhampton Wanderers
Hughes fez sua estréia nos Wolves no Baseball Ground em  22 de agosto de 1979, em uma vitória de 1-0 sobre o Derby County.
Hughes conquistou a Copa da Liga em sua primeira temporada com o Wolves - o único troféu que não venceu com o Liverpool - e o levantou como capitão depois de uma vitória por 1 a 0 sobre o Nottingham Forest em Wembley.
Ele continuou a ser selecionado para esquadrões da Inglaterra, mesmo depois de deixar o Liverpool. Apresentou-se esporadicamente na bem sucedida campanha de classificação para o Eurocopa de 1980, capitaneou a equipa pela última vez no jogo em casa com a Irlanda do Norte no Wembley.
Ele se tornou apenas o quinto jogador a representar a Inglaterra em três décadas separadas, juntando-se a Jesse Pennington, Stanley Matthews, Bobby Charlton e Peter Shilton. 

### Rotherham United
Hughes deixou o Molineux em 1981, juntando-se ao Rotherham United como jogador-treinador. Herdando um time que venceu o campeonato da Terceira Divisão sob o comando de Ian Porterfield, o Rotherham fez um começo irregular na temporada e estava na zona de rebaixamento em janeiro. No entanto, seguiu-se uma série de 9 vitórias consecutivas e o Rotherham subiu para o terceiro lugar no campeonato. A promoção seria perdida em quatro pontos, mas o 7º lugar foi a mais alta posição dos Millers desde os anos 60.
Na temporada seguinte, o Rotherham parecia estar se mantendo firme na Segunda Divisão e estava em 9º no início de 1983. No entanto, o time despencou da tabela. Na manhã de 20 de março, Hughes foi demitido e substituído por George Kerr no dia seguinte.

### Outros Clubes
Hughes também jogou no Hull City, mais tarde se tornando diretor. Ele se juntou ao Mansfield Town brevemente em 1983, mas não fez nenhuma aparição nos Stags. Mais tarde, naquele mesmo ano, ele também foi para o Swansea, com quem encerrou sua carreira de jogador.

## Carreira pós-futebol
Ele trabalhou na BBC analista de rádio. Juntamente com Peter Jones, ele esteve presente no desastre do Estádio Heysel em 1985 e pronunciou as palavras: "O futebol morreu e os hooligans venceram". Ele também foi membro do painel de especialistas para a cobertura da Copa do Mundo de 1986. Hughes foi o anfitrião do curta-metragem da BBC, Box Clever, em 1986 e 1987. No entanto, ele deixou a BBC em 1987 para ir para o ITV, ele também ocasionalmente apareceu como comentarista sobre a cobertura de futebol da própria ITV. 
Ele também escreveu uma coluna para a revista de futebol adolescente Match. Juntamente com Peter Jones, ele estava presente no desastre de Hillsborough em abril de 1989. Mais tarde, ele visitou os pais de Andrew Devine, que foi deixado em coma após a tragédia e ofereceu-lhes apoio e ajuda.

## Morte
Nos anos posteriores, Hughes viveu uma aposentadoria tranquila, ocasionalmente desempenhando funções como palestrante. Em 1992, ele apareceu em um episódio da GamesMaster (uma revista de jogos de computador baseada em TV) promovendo o videogame de futebol que levou seu nome, Emlyn Hughes International Soccer. A partir de março de 2002, ele se tornou apresentador e comentarista do programa noturno de futebol na Real Radio Yorkshire. A partir de 1995, Hughes tornou-se patrono chefe da instituição de caridade baseada em Sheffield, F.A.B.L.E. (Para uma vida melhor com epilepsia).
Em 2003, foi anunciado que ele estava sofrendo de um tumor no cérebro, para o qual ele foi submetido a cirurgia, radioterapia e quimioterapia. Hughes era casado com Barbara e tinha um filho e uma filha (Emlyn Jr. e Emma Lynn). Sua última aparição pública foi no casamento de sua filha, nove meses antes de sua morte.
Hughes continuou lutando contra a doença até sua morte em sua casa em Dore, Sheffield, aos 57 anos. Um minuto de silêncio foi realizado na noite seguinte em Anfield antes do jogo do Liverpool contra o Middlesbrough na Copa da Liga.

## Legado

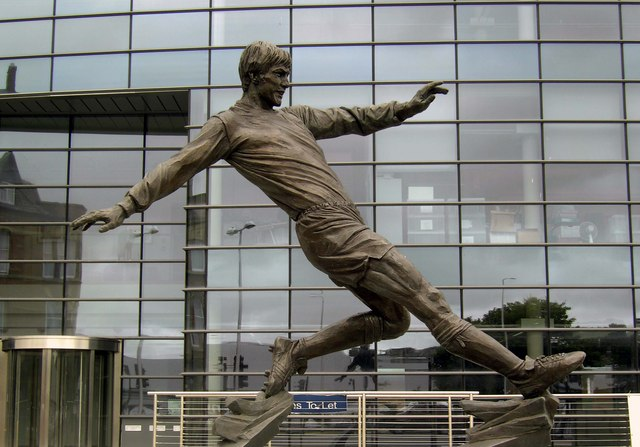
Uma estátua de Hughes na sua cidade natal.

Hughes é uma pessoa muito amada entre os torcedores do Liverpool e foi eleito como o 10 maior jogador do Liverpool em uma pesquisa no site oficial do Liverpool Football Club, "100 Players Who Shook The Kop".
Ele é lembrado com carinho pelos fãs do Wolverhampton Wanderers como o último capitão do clube a levantar um grande troféu.
Uma estátua de Hughes foi inaugurada em seu local de nascimento, Barrow-in-Furness, em 2008, e é colocada em frente a um novo prédio de escritórios em Abbey Road, que também recebeu o nome de Hughes.
Uma instituição de caridade de apoio ao câncer, em nome de Hughes, é dirigida pelos Freemasons of Tapton Masonic Hall, em Sheffield, dos quais Hughes era membro.

## Prêmios
Em 1981, Hughes foi condecorado com o OBE por seus serviços no futebol.
Em 24 de julho de 2008, foi anunciado que Hughes seria introduzido no Hall da Fama do Museu Nacional do Futebol. O Museu Nacional do Futebol em Preston começou seu Hall of Fame em 2002 com os escolhidos por um painel de seleção que incluía Gordon Banks, Sir Trevor Brooking, Sir Alex Ferguson, Sir Bobby Charlton, Jack Charlton, Mark Lawrenson e Gary Lineker. Os prêmios foram entregues na cerimônia anual, realizada no Millennium Mayfair Hotel, em Londres, no dia 18 de setembro.

## Títulos
Liverpool
- Primeira Divisão (4): 1972–73, 1975–76, 1976–77, 1978–79
- Copa da Inglaterra (1): 1973–74
- Supercopa da Inglaterra (3): 1974, 1976, 1977
- Liga dos Campeões (2): 1976–77, 1977–78
- Copa da UEFA (2): 1972–73, 1975–76
- Supercopa da UEFA (1): 1977

Wolverhampton Wanderers
- Copa da Liga (1): 1979–80

Individual
- FWA Footballer of the Year (1): 1977
- Ordem do Império Britânico: 1980